# ОШ „Јован Јовановић Змај” Малча
ОШ „Јован Јовановић Змај” у Малчи је једна од установа основног образовања на територији града Ниша.

## Историјат
Стара Малчанска школа почела је да ради 15. маја 1879. године, када је иподигнута и зграда школе изграђена искључиво за школске потребе, ангажовањем Малчанске цркве, Суда општине малчанске и доприноса свих грађана овог села. Била је намењена свој деци из тадашње Малчанске општине (Малча, Горња Врежина, Пасјача и Ореовац). Сваке године она је добијала по један разред, тако да је на крају школске 1882. године имала три разреда са укупно 60 ђака. Добијањем и четвртог разреда малчанска школа је стекла категорију ниже основне школе, али је 1884. године направила још један корак напред и постала продужена школа са 5. и 6. разредом. За 20 година рада малчанске школе било је 18 школских година и за то време нижу основну школу завршило је око 450 ђака.
После ослобађања земље од немачко-бугарске окупације, малчанска школа је наставила да описмењује сеоску омладину у старој школској згради. Потребе за изградњом нове школске зграде су нарасле, као и могућности за њену изградњу. Нова школска зграда постављена је на нешто нижој локацији и према тада важећим нормативима за основне школе. Ова зграда  малчанске школе била је најлепше архитектонско здање у селу и једна од најлепших школа у нишкој околини. Отварању и освећењу нове школе присуствовао је и Kраљ Александар I Kарађорђевић, 5. јуна 1931. године.
Школа је 1971. године припојена ОШ „Чегар” у Нишу и била у њеном саставу дванаест година, а када је почела да ради ОШ „Родољуб Чолаковић” (садашња ОШ „Мирослав Антић”) у Нишу, школа у Малчи постала је њено издвојено одељење.
Школа „Јован Јовановић Змај” је поново стекла самосталност и поред матичне школе у Малчи постоје и издвојена одељења у местима Врело, Ореовац и Пасјача. Страни језици који се уче у школи су енглески и немачки језик.
У склопу ваннаставних активности организован је рад секција: математичка, рецитаторска, литерарна, драмска, географска, биолошка, музичка, библиотечка, новинарска и спортска секција.